# خط ۱۱ متروی پاریس
خط ۱۱ متروی پاریس (انگلیسی: Paris Métro Line 11) یکی از خطوط متروی پاریس است.
این خط که در سال ۱۹۳۵ تأسیس شده دارای ۱۳ ایستگاه و ۶٫۲۸۶ کیلومتر طول می‌باشد.

## نگارخانه

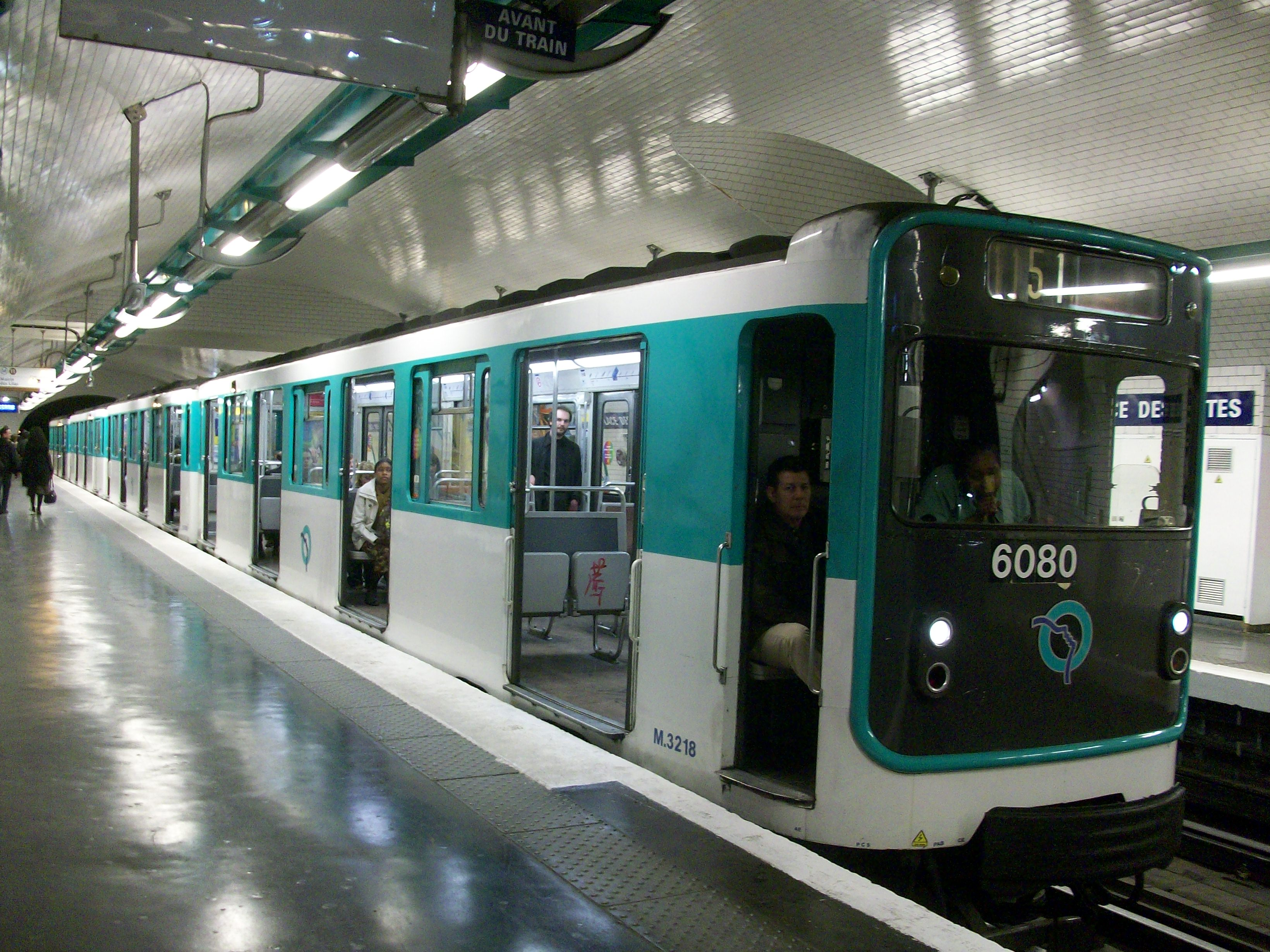
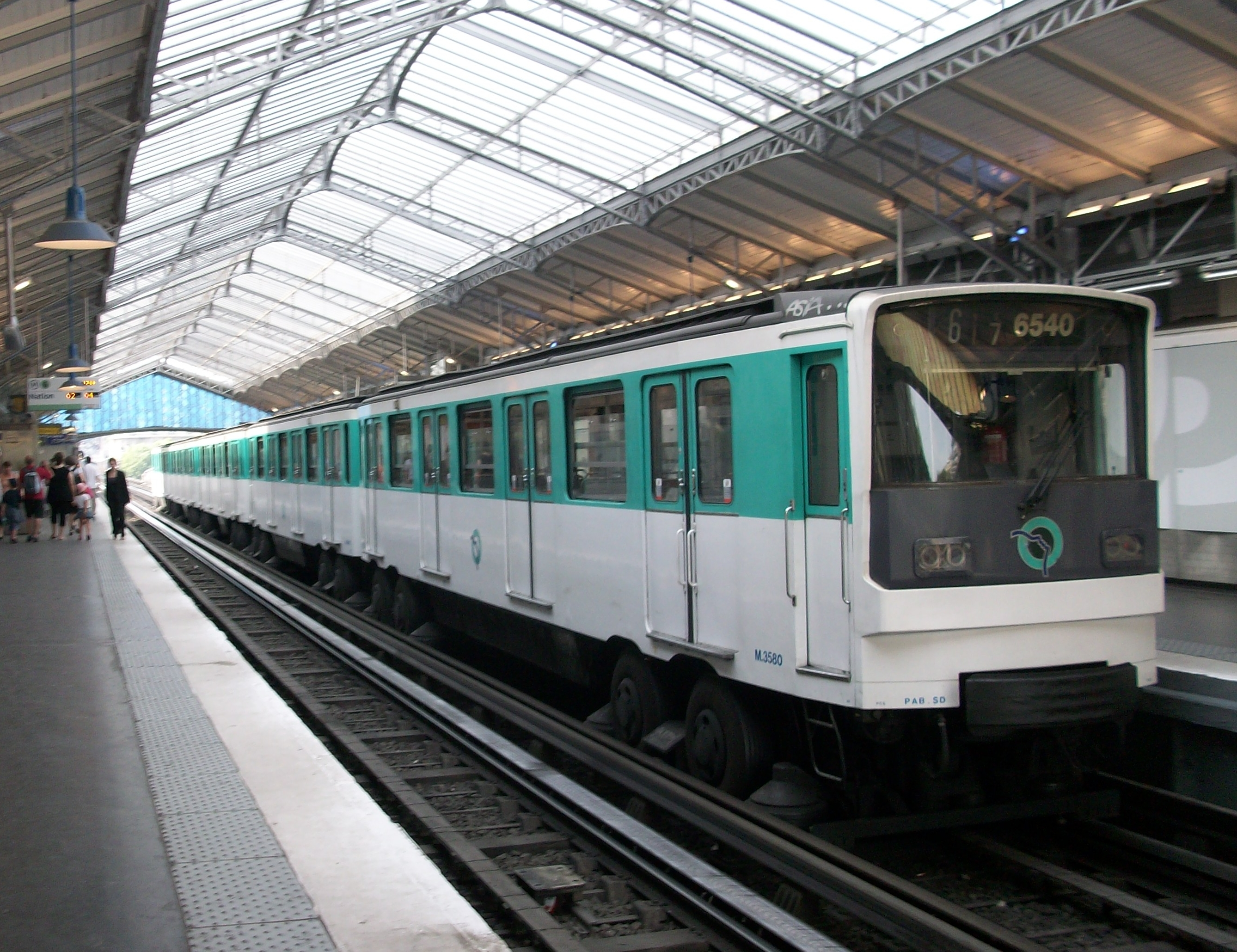
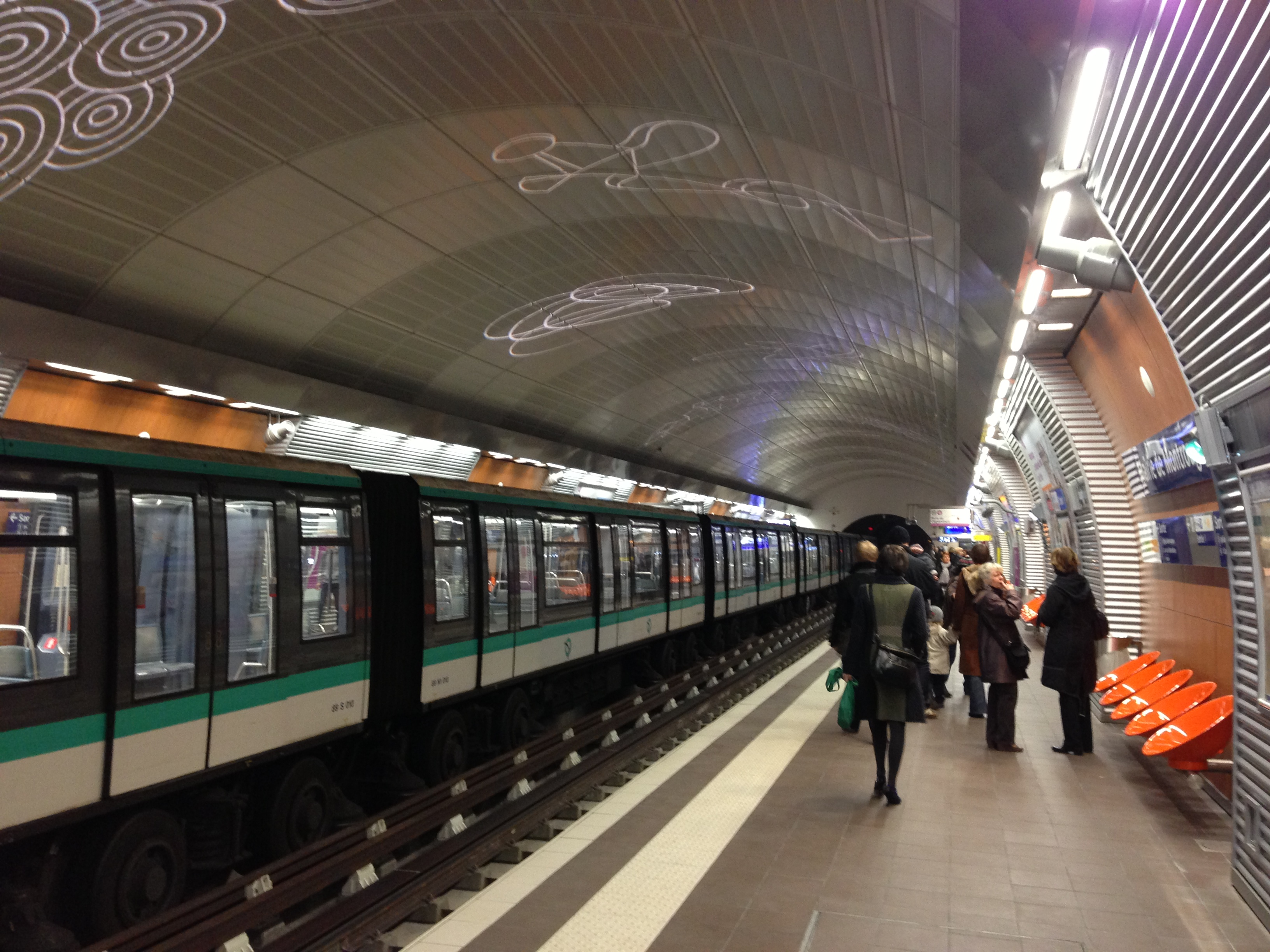